# هيرومو شينوزوكا
هيرومو شينوزوكا (باليابانية: 篠塚ひろむ؛ بالكانا: しのづか ひろむ) هي مانغاكا يابانية، ولدت في 27 مارس 1979 في فوكوكا في اليابان.

## وصلات خارجية
- هيرومو شينوزوكا على موقع ANN person (الإنجليزية)

- الموقع الرسمي